# 阿拉伯社会主义运动
阿拉伯社会主义运动（阿拉伯语：حركة الاشتراكيين العرب - Harakat Al-Ishtirakiyeen Al-'Arab）是叙利亚的一个阿拉伯社会主义政党。叙利亚阿拉伯社会主义运动起源于农民运动，在1930年代由阿卡姆·阿哈拉尼领导。1950年代，阿拉伯社会主义运动正式成立为阿拉伯社会党，并从此由阿克拉姆·胡拉尼领导。1953年，它和阿拉伯复兴党合并，成立为阿拉伯复兴社会党；1963年，它又和阿拉伯复兴社会党分离，后又衍生出多个分支。该党加入全国进步阵线，接受阿拉伯复兴社会党—叙利亚地区的领导。在2007年议会大选中250个席位的议会它被授予3个席位；一个是民族誓言运动，它也获得了法律承认和议会席位；该党还加入了一个反对派联盟：全国民主联盟。